# 인종의 용광로

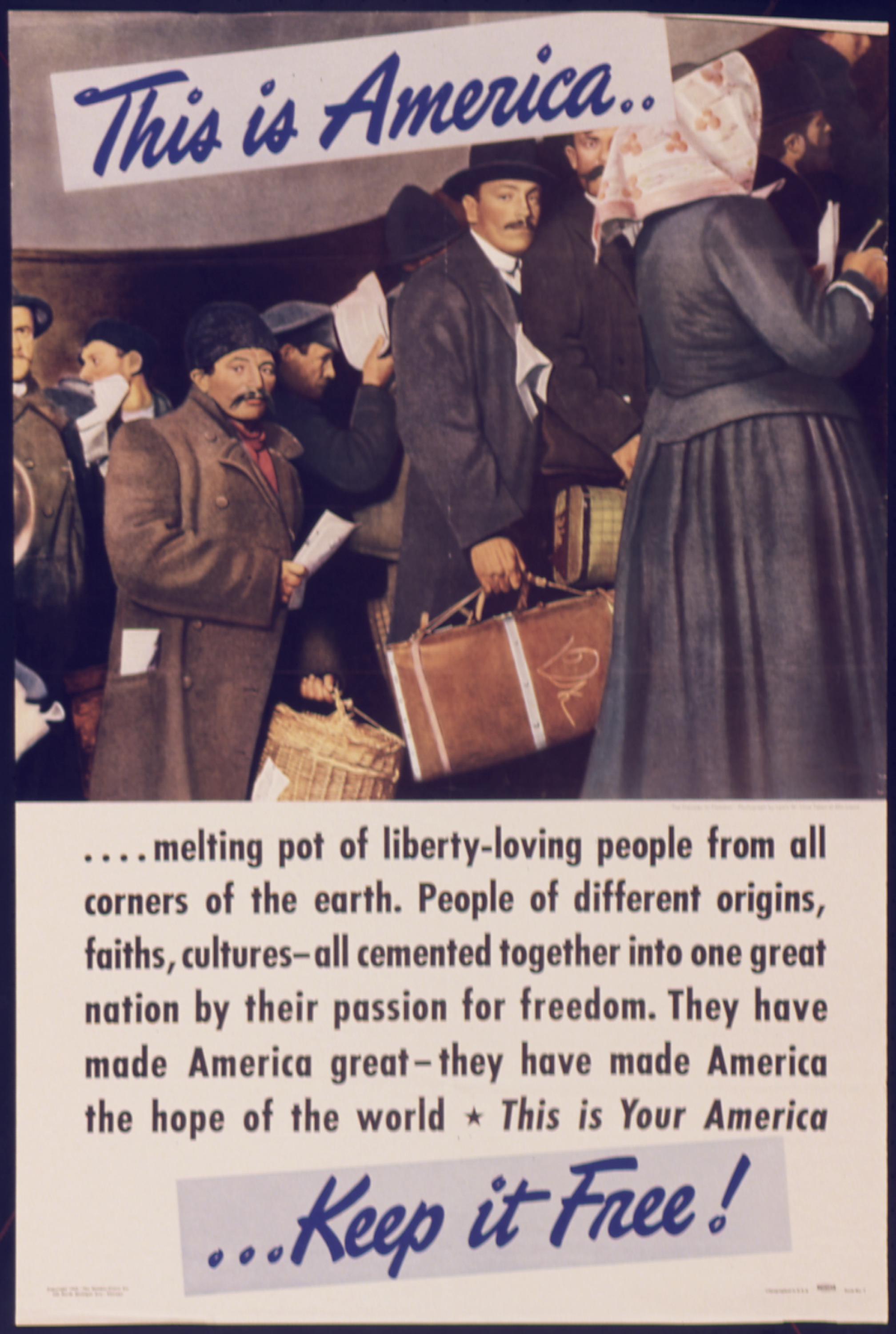
용광로 이론을 홍보하는 포스터

인종의 용광로 또는 멜팅 팟 이론(영어: melting pot)은 다양한 문화를 가진 사람들이 섞여 하나의 동질한 문화를 만들어가는 것을 의미한다. 역사적으로는 주로 미국의 경우에 많이 사용되었는데, 이는 미국으로 수많은 이주민과 외국인들이 서로 모여 단일한 공통적 문화를 만들어가던 현상을 설명하기 위해 사용되었던 것이다. 다만 현재의 미국은 다양한 문화들이 서로 섞여 조화를 이루되 각자의 문화를 보존하는 '샐러드 그릇' 이론에 더 가까운 정책을 펼치고 있고, 세계적인 추세도 각자의 문화를 인정해주며 공존하는 방향으로 향하고 있기에, 용광로 이론을 현대 사회에 그대로 적용하기에는 무리가 있다. 미국에서는 이 용어가 이민자들의 문화적 통합을 설명하는 데 자주 사용된다. 관련 개념을 "문화적 추가성"으로 정의했다.
서로 다른 것들을 녹여 단일한 무언가를 만들어낸다는 개념은 1780년대에 처음으로 쓰이기 시작하였고, 1908년 이스라엘 장윌의 연극 '용광로'에서 그 이름을 따와서 본격적으로 '용광로 이론'이라는 이름으로 불리게 되었다. 이는 서로 다른 국적, 문화, 가치관들을 가진 사람들이 19세기에 아메리칸 드림을 기대하며 미국으로 몰려와 모여있는 상태를 설명하기에 유용했기에, 얼마 지나지 않아 사회에서 공공연히 쓰이게 되었다. 용광로 이론은 정체성, 적응 및 다양한 정치, 사회 및 경제 영역으로의 이민자 통합에 대한 학문적 논쟁에서 보다 포용적인 동화 모델과 함께 모국어 및 정치 담론에서 동화 모델로 계속 사용된다.
하지만 멜팅 팟 이론은 현대에 들어 다문화주의가 사회의 이론을 설명하기 위한 대안적 이론으로 등장하며 그 중요도가 떨어졌다. 다문화주의를 반영한 가장 대표적인 이론들은 샐러드 그릇 이론, 문화 모자이크 이론 등이 있는데, 이와 같은 이론들의 공통 분모는 서로 다른 문화의 가치들을 인정하며 이들을 보존하는 동시에 조화를 이루어 문화의 공존을 꾀한다는 점이라는 것이다. 현재 용광로 이론은 사회 전반에 걸쳐서는 잘 사용되지 않고, 다만 학술적, 정책적 토론회 중 어떻게 이주민들을 사회에 잘 적응시킬 수 있을 것인가에 대하여 논의하는 과정에서는 종종 등장하고 있다.

## 개요
이민자들이 수용 문화에 '녹아드는' 개념은 J. 헥터 세인트 존 드 크레벡쾨르의 글에서 찾을 수 있다. 크레벡쾨르는 "미국 농부가 보낸 편지(1782)에서 "그럼 이 새로운 사람은 무엇인가요?"라는 질문에 대해 미국인은 "그의 모든 고대 편견과 매너를 뒤로하고, 그가 수용한 새로운 삶의 방식, 그가 준수하는 정부, 그가 보유한 새로운 계급으로부터 새로운 편견을 받는 사람"이라고 답했다. 그는 위대한 모교의 넓은 무릎에서 수용됨으로써 미국인이 된다. 여기서 모든 국가의 개인은 노동과 후손이 언젠가 세상에 큰 변화를 일으킬 새로운 인간 종족에 녹아 있다."
1845년, 중세 암흑기 유럽 문명의 발전을 암시하는 랄프 왈도 에머슨은 개인 저널인 아메리카에 문화적, 인종적으로 혼합된 '용광로'의 유토피아적 산물이라고 썼지만 1912년에야 그의 발언이 처음 발표되었다.

1876년 잡지 기사에서 은유를 명시적으로 사용했다:
한 세대, 한 세대, 심지어 한 해 동안 영국인, 독일인, 아일랜드 이민자를 미국인으로 변화시키는 융합 과정이 계속됩니다. 획일적인 제도, 아이디어, 언어, 다수의 영향력은 곧 우리에게 비슷한 안색을 가져다줍니다. 이민자의 개성, 심지어 인종과 종교의 특성까지, 용광로에 던져진 놋쇠 조각처럼 민주적 상징에 녹아내립니다.

1893년 역사학자 프레드릭 잭슨 터너는 이민자들이 하나의 미국 문화에 녹아든 은유를 사용하기도 했다. 그는 에세이 '미국 역사에서 국경의 중요성'에서 국경이 "이민자들이 미국화되고, 해방되고, 국적도 특성도 없는 혼합 인종, 영어로 융합되는" "잔인한 민족"으로 기능했다고 주장하며 미국 국민의 "종합 국적"을 언급했다.
1905년 여행 내러티브 <아메리칸 씬>에서 헨리 제임스는 뉴욕의 문화적 상호 혼합을 "광활한 냄비에 담긴 용액 속 요소와 같은 융합"이라고 설명한다.

## 미국

### 용광로 방법
야구는 진정한 도가니이자 진정한 미국인의 요구 사항에 따라 경쟁 레이스가 혼합, 결합, 성형되는 용광로이다.
미국 역사 전반에 걸쳐 용광로가 작동한 것으로 여겨지는 데에는 여러 가지 방법이 있었습니다. 예를 들어, 야구는 특히 이민자들을 통합하는 데 중요한 역할을 하는 것으로 자주 알려져 있다. 야구의 통합적인 힘은 1860년대 남북전쟁의 여파로 처음 인식되었다. 야구가 원주민 시민에게 미치는 영향에 대해 재키 로빈슨은 1947년까지 메이저리그 야구의 색채선을 넘은 흑인 야구계의 주요 아이콘이었으며, 이는 인종 차별을 줄이는 데 도움이 되었다.

### 문화에 미치는 다인종의 영향
백인 미국인들은 오랫동안 아프리카계 미국인 문화의 일부 요소를 본질적으로 '미국인'으로 여겼으며, 동시에 아프리카계 미국인을 2류 시민으로 취급했다. 흑인 문화에 대한 백인의 전유, 고정관념, 모방은 블랙페이스, 음유시인 쇼, 재즈, 초기 할리우드 영화, 특히 재즈 싱어(1927)와 같은 전통을 통해 유럽 이민자들이 스스로를 미국인으로 표현할 수 있는 도시 대중 문화를 구축하는 데 중요한 역할을 했다.
역사학자 마이클 로긴은 20세기 초 흑인과 기타 비백인 문화에 대한 고정관념과 모방을 통해 백인 '용광로' 문화를 창조하는 데 관여했던 '인종적 가면극'을 분석하면서 다음과 같이 말했다: "1920년대의 토착주의를 거부하는 이 영화들 [로긴은 재즈 싱어, 올드 샌프란시스코(1927), 우피에 대해 이야기합니다!], 킹 오브 재즈(1930)는 용광로를 기념합니다. 인종적으로 낙인찍힌 다른 집단과 달리 백인 이민자들은 차별의 가면을 쓰고 벗을 수 있습니다. 그러나 자유는 이민자들에게 미국 자기 패션의 핵심인 빈 공간, 폭력, 속임수, 우울함을 뛰어넘어 스스로를 만들 것을 약속했습니다."

#### 영화 속 민족
소수 민족과 소수 민족을 더 많이 받아들이는 이러한 경향은 바탄(1943)을 시작으로 제2차 세계대전 당시 전투 영화에서 대중문화에서 분명하게 드러났다. 이 영화는 다인종 미국 부대를 묘사하여 모든 인종과 민족의 미국인들 간의 연대와 협력을 기념했다. 당시 군대의 흑인과 일본인은 여전히 분리되어 있었고 중국인과 인도인은 통합 부대에 있었다.
역사학자 리처드 슬롯킨은 1940년대 "아직 존재하지 않은 미국 공동체"를 상징하는 영화적, 문화적 관습인 "용광구 소대"의 원천으로 바탄과 그에서 비롯된 전투 장르를 보고 인종 차별에 대한 암묵적인 항의를 제시했다. 그러나 슬롯킨은 이 소대 내의 민족적, 인종적 화합은 일본의 적에 대한 인종 차별적 증오를 전제로 한다고 지적한다: "소대가 인종적 편견을 초월할 수 있게 해주는 감정은 그 자체로 인종적 증오의 악의적인 표현입니다... 용광구의 재료를 혼합하는 마지막 열기는 '더러운 원숭이'의 종족으로 완전히 비인간화된 적에 대한 분노입니다." 그는 이러한 인종 차별적 분노를 "미국 생활에서 인종주의와 시민 평등주의 사이의 해결되지 않은 긴장"의 표현으로 보고 있다.

#### 올림픽
2001년 9월 11일 테러 공격 이후 2002년 솔트레이크시티 동계올림픽은 용광로 이미지를 강하게 부활시키며 미국 민족주의와 애국심의 기반이 되었다. 올림픽 용광로 담론의 재등장은 특히 스피드 스케이팅, 봅슬레이 등 전통적으로 유럽인 및 북미 백인과 관련된 종목에서 아프리카계 미국인, 멕시코계 미국인, 아시아계 미국인, 아메리카 원주민이 전례 없는 성공을 거두면서 주도되었다. 2002 동계 올림픽은 유타주 후기성도 예수 그리스도 교회의 대다수 인구 역사에 대한 미국의 종교의 자유와 문화적 관용, 그리고 미국 올림픽 대표팀 내 무슬림 미국인 및 기타 종교 단체의 대표성을 보여주는 행사이기도 했다.

## 용광로와 문화적 다원주의
헨리 포드의 포드 영어 학교에서 이민자 직원들을 위한 졸업식은 상징적으로 이민자 배에서 내려 용광로를 통과하며 한쪽 끝에는 국적을 지정하는 의상을 입고 다른 쪽 끝에는 동일한 정장을 입고 성조기를 흔들며 등장했다.
이민자들에게 문화적으로 동화하라는 압력과 원주민주의자들의 비앵글로 백인 이민자 문화 폄하에 대한 반발에 대응하여 민주주의 대 멜팅팟의 호레이스 칼렌(1915), 트랜스내셔널 아메리카의 랜돌프 본(1916)과 같은 좌파 지식인들은 문화 다원주의 개념의 기초를 마련했다. 이 용어는 칼렌이 만들었다.
여전히 용광로라는 용어가 일반적으로 사용되는 미국에서는 일부 서클에서는 문화적 다원주의와 다문화주의의 개념이 동화라는 개념보다 우선시되어 왔다. 사회학자들은 "샐러드 볼"이나 "교향곡" 과 같이 이민자들이 모국 문화를 유지하는 대체 모델을 미국의 문화와 민족이 어떻게 혼합되는지 설명하는 데 더 사용한다. 데이비드 딩킨스 시장은 뉴욕시를 언급하면서 "용광로가 아니라 인종과 종교, 민족적 기원과 성적 지향, 그리고 어제와 몇 세대 전에 가족이 도착한 개인들의 멋진 모자이크..."라고 설명했다.
1960년대부터 사회학과 역사학의 많은 연구는 미국과 다른 국가의 상호 민족 관계를 설명하기 위해 용광로 이론을 무시해왔다.
용광로 이론 또는 다문화 접근 방식을 지지할지 여부는 일부 국가에서 많은 논쟁의 여지가 있는 이슈로 발전했다. 예를 들어, 프랑스와 영국 정부 및 대중은 현재 이슬람 문화 관행과 복장이 문화적으로 통일된 국가를 형성하려는 시도와 상충되는지 여부에 대해 논의하고 있다.

## 다른 지역에서의 사용

### 이스라엘
오늘날 이 교리에 대한 반응은 양면적이다. 어떤 사람들은 건국 연도에 필요한 조치였다고 말하는 반면, 다른 사람들은 문화적 억압에 해당한다고 주장한다. 다른 사람들은 용광로 정책이 선언된 목표를 달성하지 못했다고 주장한다. 예를 들어, 이스라엘에서 태어난 사람들은 경제적 관점에서 다른 인구보다 부모와 더 유사하다.

### 동남아시아
이 용어는 동남아시아의 여러 국가를 설명하는 데 사용되었다. 이 지역의 위치와 중국과 서방 세계 간의 무역로에 대한 중요성을 고려할 때, 이 지역의 특정 국가는 민족적으로 다양해졌다. 베트남에서 관련 현상은 "탐자오동 응우옌"(불이 켜짐)이다. "세 개의 창, 한 점," 관용적으로 "세 명의 스승, 한 교훈"이라고 불리는 이 용어는 중국의 3대 종교 학교인 유교, 불교, 도교의 조화로운 공존과 상호 영향을 미치는 가르침을 언급하며 "문화적 부가성"으로 설명되는 과정을 보여준다.
용광로 이론과는 대조적으로 말레이시아와 싱가포르는 다양한 민족의 문화적 보존을 촉진한다. 말레이시아에서는 "다양한 종교, 다양한 민족, 하나의 국가"라는 뜻의 "아가마, 방사, 네가라"라고 말한다. 말레이시아는 서로 다른 종교와 민족으로 구성되어 있지만 모두 시민이며 모두가 서로를 존중하고 손을 잡고 함께 일해야 한다. 각 민족은 자신의 민족 정체성을 보존하기 위해 노력하는 동시에 국가적 노력으로 말레이시아를 건설하기 위해 함께 협력하여 평화와 조화를 이루어야 한다.

## 대중문화에서
- 애니메이션 교육 시리즈 '스쿨하우스 락!'에는 "위대한 미국 용광로"라는 제목의 노래가 있다.[30]

## 인용문
인간은 모든 생물 중에서 가장 복합적인 존재입니다.... 음, 코린토스 신전의 오래된 불태움에서와 마찬가지로 은과 금, 기타 금속이 녹고 혼합되어 코린토스 황동이라는 새로운 화합물이 형성되었기 때문에 아일랜드, 독일, 스웨덴, 폴란드, 코삭, 아프리카, 폴리네시아의 모든 유럽 부족의 에너지 등 이 대륙에서 새로운 종족, 새로운 종교, 새로운 국가, 새로운 문학이 형성되어 암흑기의 제련소에서 나온 새로운 유럽이나 이전에 펠라스기와 에트루리아 야만에서 나온 새로운 유럽만큼 활기를 띠게 될 것입니다.— 랄프 왈도 에머슨, 저널 엔트리, 1845년, 1912년 랄프 왈도 에머슨 저널에 처음 게재된 주석, 제IIV권, 116권

이 선량한 사람들은 미래의 '양키스'가 될 것입니다. 내년에는 새 나라의 옷을 입고 내년에는 그 나라의 언어를 사용하게 될 것입니다. 그들의 자녀들은 자라서 더 이상 모국을 기억하지 못할 것입니다. 미국은 전 세계 모든 국가가 하나의 덩어리로 융합되어 균일한 틀에 주조되는 용광로입니다.— 어니스트 뒤베르지에 드 하우란, "링컨의 미국에 사는 프랑스인" [레이크우드 클래식스, 1974], 240-41, "후이트 모이 앙 아메리카크: 레트레와 노트 드 보야지, 1864-1865"(1866)의 영어 번역.

미국 여론이 '용광로'의 실패만큼 호의적인 반응을 불러일으킨 것은 없습니다. 위대한 외계인 인구 사이에서 다양한 민족주의적 감정이 발견되었다는 사실은 대부분의 사람들에게 강렬한 충격으로 다가왔습니다.— 랜돌프 본, "트랜스 내셔널 아메리카", 애틀랜틱 월간, 118(1916년 7월), 86-97

흑인, 중국인, 푸에르토리코인 등은 냄비에 녹일 수 없었습니다. 냄비의 불을 만드는 데 나무로 사용할 수는 있었지만 냄비에 녹일 재료로 사용할 수는 없었습니다.— 에두아르도-보닐라 실바, 레이스: 환상의 힘

## 같이 보기
- 단문화주의
- 다문화주의
- 동화정책
- 문화적 통합
- 문화 다양성
- 다원주의
- 루소트로피칼리즘
- 국가 건설
- 문화주의 (교육사상)
- 사회 통합

1. ↑  United States Bureau of the Census (1995). 《Celebrating our nation's diversity: a teaching supplement for grades K–12》. U.S. Dept. of Commerce, Economics and Statistics Administration, Bureau of the Census. 1–쪽. 2012년 11월 27일에 확인함.
2. ↑  Vuong, Quan-Hoang (2018). “Cultural additivity: behavioural insights from the interaction of Confucianism, Buddhism and Taoism in folktales”. 《Palgrave Communications》 4 (1): 143. doi:10.1057/s41599-018-0189-2. S2CID 54444540.
3. ↑  Caves, R. W. (2004). 《Encyclopedia of the City》. Routledge. 457쪽. ISBN 9780415252256.
4. ↑  Titus Munson Coan, "A New Country", The Galaxy Volume 0019, Issue 4 (April 1875), p. 463 online
5. ↑  James, Henry (1968). 《The American Scene》. Bloomington: Indiana University Press. ISBN 0861550188., p. 116
6. ↑  Goetsch, Diana (2011년 3월 2일). “Baseball's Loss of Innocence”. 《The American Scholar》 (미국 영어). 2024년 10월 3일에 확인함.
7. ↑  Missimer, Katy (2019년 3월 18일). “American Immigration and Baseball: A Parallel Pastime”. 《The Histories》 5 (2). 2024년 8월 7일에 원본 문서에서 보존된 문서. 2024년 12월 3일에 확인함.
8. ↑  “Black Man and Baseball: A Melting Pot Is Dented”. 《The New York Times》.
9. 1 2  Rogin, Michael (December 1992). “Making America Home: Racial Masquerade and Ethnic Assimilation in the Transition to Talking Pictures” (PDF). 《The Journal of American History》 (Organization of American Historians) 79 (3): 1050–77. doi:10.2307/2080798. JSTOR 2080798. 2011년 8월 7일에 원본 문서 (PDF)에서 보존된 문서. 2011년 5월 14일에 확인함.
10. ↑  Slotkin, Richard (Fall 2001). “Unit Pride: Ethnic Platoons and the Myths of American Nationality”. 《American Literary History》 (Oxford: Oxford University Press) 13 (9): 469–98. doi:10.1093/alh/13.3.469. S2CID 143996198. 2011년 11월 30일에 원본 문서에서 보존된 문서. 2008년 7월 15일에 확인함.
11. ↑  Mark Dyerson, "'America's Athletic Missionaries': Political Performance, Olympic Spectacle and the Quest for an American National Culture, 1896–1912," International Journal of the History of Sport 2008 25(2): 185–203; Dyerson, "Return to the Melting Pot: An Old American Olympic Story,"  International Journal of the History of Sport 2008 25(2): 204–23
12. ↑  Ethan R. Yorgason (2093). Transformation of the Mormon culture region. pp. 1, 190 [{{{설명}}}]
13. ↑  W. Paul Reeve and Ardis E. Parshall, eds. (2010). Mormonism: A Historical Encyclopedia. p. 318 [{{{설명}}}]
14. ↑  “Ford English School”. 《Automobile in American Life and Society》. Dearborn: University of Michigan. 2008년 6월 12일에 원본 문서에서 보존된 문서. 2008년 7월 15일에 확인함.
15. ↑  “Immigration”. University of Nancy. 2008년 6월 29일에 원본 문서에서 보존된 문서. 2008년 7월 15일에 확인함.
16. ↑  Noam Pianko, "'The True Liberalism of Zionism': Horace Kallen, Jewish Nationalism, and the Limits of American Pluralism," American Jewish History, December 2008, Vol. 94, Issue 4, pp. 299–329,
17. 1 2 3  Milton, Gordon (1964). 《Assimilation in American Life》. New York: Oxford University Press. ISBN 0195008960.
18. 1 2  Adams, J.Q.; Strother-Adams, Pearlie (2001). 《Dealing with Diversity》. Chicago: Kendall/Hunt Publishing Co. ISBN 078728145X.
19. 1 2  Glazer, Nathan; Moynihan, Daniel P. (1970). 《Beyond the Melting Pot: The Negroes, Puerto Ricans, Jews, Italians and Irish of New York City》 2판. Cambridge: MIT Press. ISBN 026257022X.
20. ↑  Millet, Joyce. “Understanding American Culture: From Melting Pot to Salad Bowl”. Cultural Savvy. 2019년 4월 13일에 원본 문서에서 보존된 문서. 2008년 7월 15일에 확인함.
21. ↑  “David Dinkins: "A Mayor's Life: Governing New York's Gorgeous Mosaic"”. 《Roosevelt House Public Policy Institute at Hunter College》. 1945년 4월 12일. 2021년 6월 24일에 원본 문서에서 보존된 문서. 2021년 6월 22일에 확인함.
22. ↑  Cowell, Alan (2006년 10월 15일). “Islamic schools at heart of British debate on integration”. 《International Herald Tribune》. 2008년 5월 1일에 원본 문서에서 보존된 문서. 2008년 7월 15일에 확인함.
23. ↑  Liphshiz, Cnaan (2008년 5월 9일). “Melting pot' approach in the army was a mistake, says IDF absorption head”. 《Haaretz》. 2017년 8월 22일에 원본 문서에서 보존된 문서. 2013년 11월 8일에 확인함.
24. ↑  Yitzhaki, Shlomo and Schechtman, Edna The "Melting Pot": A Success Story? Journal of Economic Inequality, Vol; 7, No. 2, June 2009, pp. 137–51. Earlier version by Schechtman, Edna and Yitzhaki, Shlomo 보관됨 2013-11-09 - 웨이백 머신, Working Paper No. 32, Central Bureau of Statistics, Jerusalem, Nov. 2007, i + 30 pp.
25. ↑  Kumar, Sree; Siddique, Sharon (2008). 《Southeast Asia: The Diversity Dilemma》. Select Publishing. ISBN 978-9814022385.
26. ↑  Napier, Nancy K.; Pham, Hiep-Hung; Nguyen, Ha; Nguyen, Hong Kong; Ho, Manh-Toan; Vuong, Thu-Trang; Cuong, Nghiem Phu Kien; Bui, Quang-Khiem; Nhue, Dam; La, Viet-Phuong; Ho, Tung; Vuong, Quan Hoang (2018년 3월 4일). “'Cultural additivity' and how the values and norms of Confucianism, Buddhism, and Taoism co-exist, interact, and influence Vietnamese society: A Bayesian analysis of long-standing folktales, using R and Stan”. 《CEB WP No.18/015 (Centre Emile Bernheim, Université Libre de Bruxelles)》. arXiv:1803.06304. doi:10.2139/ssrn.3134541. S2CID 88505467. 2020년 9월 9일에 원본 문서에서 보존된 문서. 2018년 3월 13일에 확인함.
27. ↑  Miner, William (2023년 10월 6일). “In Singapore, religious diversity and tolerance go hand in hand”. 《Pew Research Center》. 2024년 8월 11일에 확인함.
28. ↑  “Membina Negara Bangsa dalam Kepelbagaian Etnik dan Agama”. 《Official Website: Institute of Islamic Understanding Malaysia (IKIM)》. 2024년 8월 11일에 확인함.
29. 1 2  “Merungkai Makna Di Sebalik Ungkapan Demi Agama, Bangsa dan Negara”. 《UMPSA News》 (영어). 2024년 8월 11일에 확인함.
30. ↑  “The Great American Melting Pot”. School House Rock. 2008년 5월 29일에 원본 문서에서 보존된 문서. 2008년 7월 15일에 확인함.
31. ↑  “Episode 3: The House We Live In (transcript)”, 《Race: The Power of an Illusion》, 2009년 9월 16일에 원본 문서에서 보존된 문서, 2009년 2월 5일에 확인함